# Écuillé
Écuillé è un comune francese di 609 abitanti situato nel dipartimento del Maine e Loira nella regione dei Paesi della Loira.
Noto per ospitare sul proprio territorio il Castello di Plessis-Bourré.

## Società

### Evoluzione demografica
Abitanti censiti